# Spilococcus bourbonicus
Spilococcus bourbonicus är en insektsart som beskrevs av Mamet 1957. Spilococcus bourbonicus ingår i släktet Spilococcus och familjen ullsköldlöss. Inga underarter finns listade i Catalogue of Life.